# ناسی کاندار
ناسی کاندار (انگلیسی: Nasi kandar) یک غذای محبوب در شمال مالزی است که از پنانگ نشأت گرفته‌است. این غذا توسط بازرگانان مسلمان تامیلی از هند رواج پیدا کرد. این غذا شامل برنج بخارپز است که با خورش کاری، مخلفات جانبی و عصاره گوشت همراه است.

## پیشینه
منشأ اولیه حضور ناسی کاندار در مالزی به اوایل دههٔ ۱۹۰۰ بر می‌گردد، زمانی که دستفروشان مسلمان هندی دوره‌گرد، برنج و خورش کاری را به مستخدمان اسکله ولد کی که در جرج تاون، پنانگ قرار داشت، می‌فروختند.